# Elma (krater)
För andra betydelser, se Elma (olika betydelser).
Elma är en nedslagskrater med en diameter på 10 kilometer, på planeten Venus. Elma har fått sitt namn efter det finska kvinnonamnet Elma.